# Charly Rouxel
Charles ("Charly") Rouxel (Bricquebec, 6 april 1948) is een voormalig wielrenner uit Frankrijk. Hij reed zesmaal de Ronde van Frankrijk.

## Erelijst
1969
9e etappe Ronde van de Toekomt
1974
Eindklassement Ronde van de Middellandse Zee
1975
4e etappe Ronde van België
1976
4e etappe Ronde van Corsica
1978
2e etappe (deel B) Ronde van Indre en Loire

## Resultaten in voornaamste wedstrijden
| Jaar | Ronde van Italië | Ronde van Frankrijk | Ronde van Spanje |
| ---- | ---------------- | ------------------- | ---------------- |
| 1971 |                  |                     | 56e              |
| 1972 |                  |                     |                  |
| 1973 |                  | 36e                 |                  |
| 1974 |                  | 74e                 |                  |
| 1975 |                  | 52e                 |                  |
| 1976 |                  | 58e                 |                  |
| 1977 |                  | opgave              |                  |
| 1978 |                  | 33e                 |                  |

| Jaar | Milaan-San Remo | Gent-Wevelgem | Parijs-Roubaix | Amstel Gold Race | Luik-Bast.‑Luik | Classic Lorient Agglomération |
| ---- | --------------- | ------------- | -------------- | ---------------- | --------------- | ----------------------------- |
| 1971 |                 |               | 42e            |                  | 12e             |                               |
| 1972 |                 |               |                |                  |                 |                               |
| 1973 | 76e             | 48e           |                |                  |                 |                               |
| 1974 |                 | 14e           | 22e            |                  |                 |                               |
| 1975 | 22e             |               | 28e            |                  |                 | 7e                            |
| 1976 |                 | 17e           |                |                  |                 |                               |
| 1977 |                 |               |                | 44e              |                 |                               |
| 1978 |                 |               |                |                  |                 |                               |

Wielerploegen van Charly Rouxel
Besnard ·
Bilsland ·
Bouloux ·
Bracke ·
Danguillaume ·
Daunat ·
Delisle ·
Dumont ·
Gay ·
Karstens ·
Letort ·
Martelozzo ·
Parenteau ·
Pingeon ·
Quesne ·
Raymond ·
Rouxel ·
Schoeters · 
Thévenet ·
Tschan · 
Van Der Linde ·
Van Sweevelt ·
Van Coningsloo
Besnard ·
Bilsland ·
Bouloux ·
Bracke ·
Danguillaume ·
David ·
De Witte ·
Delisle ·
Dumont ·
Gay ·
Godefroot ·
Janbroers ·
Jourden ·
Julien ·
Maingon ·
Martelozzo ·
Mattioda ·
Mollet ·
Parenteau ·
Pingeon ·
Quesne ·
Rabaute ·
Raymond ·
Rouxel ·
Sadot · 
Thévenet ·
Tschan
Aigueparses ·
Besnard ·
Bilsland ·
Bouloux ·
Bracke ·
Danguillaume ·
David ·
De Witte ·
Delisle ·
Dumont ·
Esclassan ·
Godefroot ·
Janbroers ·
Jourden ·
Julien ·
Maingon ·
Martelozzo ·
Mattioda ·
Mollet ·
Ovion ·
Parenteau ·
Pingeon ·
Raymond ·
Rouxel ·
Sibille · 
Thévenet ·
Tschan
Aigueparses ·
Béon ·
Bouloux ·
Bourreau ·
Bracke ·
Danguillaume ·
De Boever ·
Delisle ·
Esclassan ·
Guitard ·
Leman ·
Maingon ·
Martelozzo ·
Meunier ·
Mollet ·
Ovion ·
Parenteau ·
Raymond ·
Rouxel ·
Sibille · 
Thévenet ·
Tschan
Aigueparses ·
Béon ·
Bouloux ·
Bourreau ·
J-L. Danguillaume ·
J-P. Danguillaume ·
Delisle ·
Dolhats ·
Esclassan ·
Guitard ·
Maingon ·
Meunier ·
Ovion ·
Parenteau ·
Riotte ·
Rouxel ·
Sibille · 
Thévenet ·
Tschan
Aigueparses ·
Béon ·
Bourreau ·
Catieau ·
J-L. Danguillaume ·
J-P. Danguillaume ·
Dard ·
Delisle ·
Dolhats ·
Esclassan ·
Guitard ·
Le Denmat ·
A. Meunier ·
J-C. Meunier ·
Molinéris ·
Ovion ·
Parenteau ·
Rouxel ·
Sibille · 
Thévenet ·
Tschan ·
Vandenbroucke
Béon ·
Bourreau ·
Campaner ·
Catieau ·
Croyet ·
J-L. Danguillaume ·
J-P. Danguillaume ·
Dard ·
Delisle ·
Esclassan ·
Guitard ·
A. Meunier ·
J-C. Meunier ·
Molinéris ·
Ovion ·
Parenteau ·
Rouxel ·
Sibille · 
Thévenet ·
Tschan ·
Vandenbroucke
Alban ·
Aubey ·
Bertin ·
Busolini ·
Corbeau ·
Delisle ·
Hoban ·
Le Guilloux ·
Martin ·
Mathis ·
Mauvilly · 
Nilsson ·
Perret ·
Poulidor ·
Rouxel ·
Seznec ·
Vallet ·
Zoetemelk
Alban ·
Busolini ·
Hoban ·
Le Guilloux ·
Levavasseur ·
Martin ·
Mathis ·
Mauvilly · 
Meslet ·
Mollet ·
Nilsson ·
Périn ·
Perret ·
Pirard ·
Rouxel ·
Seznec ·
Vallet ·
van Vliet ·
Zoetemelk